# Maxwell, Novi Meksiko
Maxwell je selo u okrugu Colfaxu u američkoj saveznoj državi Novom Meksiku. Prema popisu stanovništva SAD 2010. u ovdje je živjelo 254 stanovnika. 

## Zemljopis
Nalazi se na 36°32′22″N 104°32′33″W / 36.53944°N 104.54250°W (36.539487, -104.542630). Prema Uredu SAD-a za popis stanovništva, zauzima 1,23 km2 površine, sve suhozemne.

## Povijest
Osnovan je 1879. kao gradić na željezničkoj pruzi željeznička pruga Atchison, Topeka i Santa Fe. Ime je dobio u čast Luciena Maxwella, koji je dao zemljište za izvorno mesto grada sa svog land granta Maxwella.

## Stanovništvo
Prema podatcima popisa 2000. u Maxwellu bilo je 274 stanovnika, 117 kućanstava i 76 obitelji, a stanovništvo po rasi bili su 86,50% bijelci, 4,01% Indijanci, 7,303% ostalih rasa, 2,19% dviju ili više rasa. Hispanoamerikanaca i Latinoamerikanaca svih rasa bilo je 55,47%.